# Supercoppa italiana 2009 (calcio femminile)
La Supercoppa italiana 2009 di calcio femminile si è disputata sabato 28 settembre 2009 allo Stadio V. Bacigalupo di Taormina. La sfida ha visto contrapposte il Bardolino Verona, vincitore della Serie A 2008-2009 e detentore della Coppa Italia 2008-2009, e la Torres, finalista della Coppa Italia 2008-2009.
A conquistare il titolo è stata la Torres che ha vinto per 2-1 con un rigore di Sandy Iannella ed una rete di Silvia Fuselli nel secondo tempo, ribaltando così l'iniziale vantaggio veronese firmato da Melania Gabbiadini nella prima frazione di gioco.

## Tabellino
| Arbitro: | Emanuele Giardina (Acireale) |

|                |           |                                 |
| Gabbiadini 40’ | Marcatori | 73’ (rig.) Iannella 83’ Fuselli |

| Bardolino Verona | Torres |

### Formazioni
| Bardolino Verona   |    |                    |     |
|                    |    |                    |     |
| P                  | 1  | Carla Brunozzi     | 88’ |
| D                  | 2  | Giorgia Motta      |     |
| D                  | 3  | Michela Ledri      |     |
| D                  | 4  | Viviana Schiavi    |     |
| C                  | 5  | Roberta D'Adda     | 88’ |
| C                  | 6  | Melania Gabbiadini |     |
| C                  | 7  | Alice Parisi       |     |
| C                  | 8  | Laura Barbierato   | 84’ |
| C                  | 9  | Venusia Paliotti   |     |
| A                  | 10 | Valentina Boni     | 77’ |
| A                  | 11 | Cristiana Girelli  |     |
| A disposizione:    |    |                    |     |
| P                  | 12 | Claudia Sometti    | 88’ |
| D                  | 13 | Roberta Filippozzi |     |
| C                  | 14 | Silvia Toselli     | 84’ |
| C                  | 15 | Melissa Cary       | 77’ |
| A                  | 16 | Dayane Rocha       |     |
| Allenatore:        |    |                    |     |
| Roberto Marchesini |    |                    |     |

| Torres          |    |                     |     |
|                 |    |                     |     |
| P               | 1  | Michela Cupido      |     |
| D               | 2  | Raffaella Manieri   | 46’ |
| D               | 8  | Martina Cortesi     |     |
| D               | 3  | Maria Sorvillo      |     |
| D               | 21 | Valentina Valenti   |     |
| D               | 5  | Elisabetta Tona (c) |     |
| C               | 11 | Giulia Domenichetti |     |
| C               | 22 | Sandy Iannella      | 86’ |
| C               | 4  | Daniela Stracchi    |     |
| A               | 6  | Silvia Fuselli      |     |
| A               | 9  | Patrizia Panico     |     |
| A disposizione: |    |                     |     |
| P               | 12 | Arianna Criscione   |     |
| D               | 13 | Tamara Pintus       | 88’ |
| C               | 14 | Alessia Fadda       | 86’ |
| C               | 15 | Claudia Carta       |     |
| A               | 16 | Fiorella Carboni    |     |
| Allenatore:     |    |                     |     |
| Salvatore Arca  |    |                     |     |